# Оскар (футболист)
Вижте пояснителната страница за други личности с името Оскар (пояснение).
Оскар дос Сантос Ембоаба Жуниор (роден 9 септември 1991 г. в Американа, Бразилия) известен като Оскар е бразилски футболист, полузащитник на бразилския Сао Пауло.

## Клубна кариера

### Интернасионал
Оскар започнал футболната си кариера в академията за юноши на Униао Барбаренсе и показвал завидни умения от ранна детска възраст. Впоследствие той преминал в отбора на Сао Пауло през 2004 г., когато бил на 13 години. Оскар дебютира за клуба през 2008 г. През 2009 г. на 17-годишна възраст, взима участие в 11 мача за първия отбор на Сао Пауло. Оскар преминал в Интернасионал след неуредици по контракта му в Сао Пауло, агентът му твърди, че клубът не е изплащал редовно заплатите, обещани на играча. След това се стигнало до споразумение за анулиране на контракта му със Сао Пауло и така Оскар преминал на свободен трансфер в Интернасионал. Сао Пауло продължили да твърдят, че играчът им принадлежи и апелирали за забрана на участието на Оскар в Копа Либертадорес преди спорът между двата клуба да бъде решен. Всичко било уредено на 30 май 2012 г. Първият сезон на Оскар в Интернасионал бил съпроводен от контузия. Въпреки това през 2011 г. той взел участие в 44 мача, отбелязвайки 13 гола и 13 асистенции.

### Челси
Оскар бил свързван с трансфер в Европа през лятото на 2012 г.Челси, Барселона и Милан потвърдили интереса си към играча. На 16 юли 2012 г. Челси постигнали споразумение за трансфер с бразилския клуб на стойност 25 милиона лири. На 21 юли Оскар потвърдил, че ще премине медицински тестове, докато е в Англия по време на Олимпиадата, но обявил, че ще изчака края на събитието преди да реши за бъдещето си. Въпреки това на 25 юли, преди началото на Олимпийските игри, Челси обявиха на официалния си уеб сайт, че привличането на бразилеца е факт. Оскар получи тениската с номер 11, за последно носена от Дидие Дрогба.

### Отличия
- Лига Европа с Челси (2012-2013)